# Wudadao
Wudadao (kinesiska: 五大道) är ett stadsdelsdistrikt i Kina. Det ligger i storstadsområdet Tianjin, i den norra delen av landet, nära eller i stadens centrum. Antalet invånare är 41 421. Befolkningen består av 20 261 kvinnor och 21 160 män. Barn under 15 år utgör 9,0 %, vuxna 15-64 år 77 %, och äldre över 65 år 13,0 %.
Fram till 2014 hette distriktet Tiyuguan. 